# Trophée du défenseur de l'année de la Major League Soccer
Le trophée du défenseur de l'année ('MLS Defender of the Year Award) est une récompense individuelle décernée chaque année par la Major League Soccer, la première division nord-américaine de soccer, au meilleur défenseur de la saison écoulée.

## Palmarès
| Saison | Joueur            | Équipe                 | n°2              | n°3               | n°4                    | n°5            | n°6           |
| ------ | ----------------- | ---------------------- | ---------------- | ----------------- | ---------------------- | -------------- | ------------- |
| 1996   | John Doyle        | San Jose Clash         |                  |                   |                        |                |               |
| 1997   | Eddie Pope        | DC United              |                  |                   |                        |                |               |
| 1998   | Luboš Kubík       | Chicago Fire           |                  |                   |                        |                |               |
| 1999   | Robin Fraser      | Los Angeles Galaxy     |                  |                   |                        |                |               |
| 2000   | Peter Vermes      | Kansas City Wizards    |                  |                   |                        |                |               |
| 2001   | Jeff Agoos        | San Jose Earthquakes   |                  |                   |                        |                |               |
| 2002   | Carlos Bocanegra  | Chicago Fire           |                  |                   |                        |                |               |
| 2003   | Carlos Bocanegra  | Chicago Fire           |                  |                   |                        |                |               |
| 2004   | Robin Fraser      | Columbus Crew          |                  |                   |                        |                |               |
| 2005   | Jimmy Conrad      | Kansas City Wizards    |                  |                   |                        |                |               |
| 2006   | Bobby Boswell     | DC United              |                  |                   |                        |                |               |
| 2007   | Michael Parkhurst | New England Revolution |                  |                   |                        |                |               |
| 2008   | Chad Marshall     | Columbus Crew          |                  |                   |                        |                |               |
| 2009   | Chad Marshall     | Columbus Crew          |                  |                   |                        |                |               |
| 2010   | Jámison Olave     | Real Salt Lake         |                  |                   |                        |                |               |
| 2011   | Omar Gonzalez     | Los Angeles Galaxy     | Jámison Olave    | Nat Borchers      | Carlos Valdés          | Todd Dunivant  |               |
| 2012   | Matt Besler       | Sporting Kansas City   | Víctor Bernárdez | Aurélien Collin   | Jay DeMerit            | Carlos Valdés  |               |
| 2013   | José Gonçalves    | New England Revolution | Matt Besler      | Omar Gonzalez     | Jámison Olave          |                |               |
| 2014   | Chad Marshall     | Sounders FC de Seattle | Bobby Boswell    | Omar Gonzalez     | Michael Parkhurst      |                |               |
| 2015   | Laurent Ciman     | Impact de Montréal     | Kendall Waston   | Matt Hedges       | Matt Miazga            |                |               |
| 2016   | Matt Hedges       | FC Dallas              | Jelle Van Damme  | Axel Sjöberg      | Walker Zimmerman       | Steve Birnbaum |               |
| 2017   | Ike Opara         | Sporting Kansas City   | Justin Morrow    | Kendall Waston    | Leandro González Pírez | Matt Besler    |               |
| 2018   | Aaron Long        | Red Bulls de New York  | Chad Marshall    | Michael Parkhurst | Leandro González Pírez | Kemar Lawrence |               |
| 2019   | Ike Opara         | Minnesota United       | Walker Zimmerman | Miles Robinson    | Maxime Chanot          | Eddie Segura   |               |
| 2020   | Walker Zimmerman  | Nashville SC           | Mark McKenzie    | Jonathan Mensah   | Anton Tinnerholm       | Chris Mavinga  | Richie Laryea |
| 2021   | Walker Zimmerman  | Nashville SC           | Yeimar Gómez     | Miles Robinson    | Andreu Fontàs          | DeJuan Jones   |               |
| 2022   | Jakob Glesnes     | Union de Philadelphie  | Kai Wagner       | Alexander Callens |                        |                |               |
| 2023   | Matt Miazga       | FC Cincinnati          | Tim Parker       | Yeimar Gómez      |                        |                |               |
| 2024   | Steven Moreira    | Crew de Columbus       | Jordi Alba       | Jackson Ragen     |                        |                |               |

## Trophées par nationalité
| Nationalité | Titres |
| ----------- | ------ |
| États-Unis  | 23     |
| Belgique    | 1      |
| Colombie    | 1      |
| Cap-Vert    | 1      |
| Norvège     | 1      |
| Portugal    | 1      |
| Tchéquie    | 1      |

## Trophées par équipe
| Équipe                                   | Titres |
| ---------------------------------------- | ------ |
| Columbus Crew                            | 4      |
| Kansas City Wizards/Sporting Kansas City | 4      |
| Chicago Fire                             | 3      |
| D.C. United                              | 2      |
| Los Angeles Galaxy                       | 2      |
| San Jose Clash/Earthquakes               | 2      |
| Nashville Soccer Club                    | 2      |
| New England Revolution                   | 2      |
| Impact de Montréal                       | 1      |
| Real Salt Lake                           | 1      |
| Sounders FC de Seattle                   | 1      |
| FC Dallas                                | 1      |
| Red Bulls de New York                    | 1      |
| Union de Philadelphie                    | 1      |
| FC Cincinnati                            | 1      |